# L'arcangelo degli scacchi - vita segreta di Paul Morphy
L'arcangelo degli scacchi - vita segreta di Paul Morphy è un romanzo di Paolo Maurensig scritto nel 2013.

## Trama
L'americano Paul Morphy è stato un autentico artista della scacchiera, superato negli Stati Uniti per fama solo dal celebrato Bobby Fischer.
Originario di New Orleans dove nasce nel 1837 egli rivela precocemente il proprio talento. A dodici anni Morphy è già il più forte giocatore della Louisiana, diventa il campione degli States non ancora maggiorenne e con disarmante superiorità.
Ma i veri avversari, i Campioni universalmente riconosciuti, sono dall'altra parte dell'oceano, in Europa. Di famiglia agiata Morphy non ha difficoltà ad intraprendere una vera impresa di conquista. Parte per la sua missione e questo viaggio viene seguito e raccontato dal giornalista Frederick Milnes. Sbarcano in Europa e subito Paul cerca di confrontarsi con i più forti giocatori francesi, belgi, tedeschi e inglesi. Nel gioco sulle sessantaquattro caselle bicolore con sedici figure a disposizione e pari figure a disposizione dell'avversario, dove ogni confronto è unico Paul è un autentico artista; sbaraglia in breve ogni ostacolo e completate le sfide al famoso Café de la Régence a Parigi. Paul assieme al suo accompagnatore nel 1858 si reca a Londra per affrontare quello che molti considerano allora l'avversario più ostico: Howard Staunton. A torto perché quando nel 1851 Staunton, in occasione dell'Esposizione Universale di Londra, organizza quello che nelle sue intenzioni deve essere il "Primo campionato del mondo di scacchi" in cui spera di vincere il titolo, si classifica quarto, sconfitto dal vincitore Adolf Anderssen e dietro a Marmaduke Wyvill ed Elijah Williams, scacchisti surclassati da Morphy.
Staunton è furbo e sfuggevole. Adducendo vari pretesti e mancanza di tempo rimanda costantemente e infine mai concederà a Morphy il confronto.
L'americano torna dunque in patria vincitore e Campione del Mondo ufficioso, ma la sua avventura a soli 21 anni e nel breve lasso di tempo di 18 mesi, si è oramai conclusa. Chi era in realtà Paul Morphy, quali accadimenti spensero la fiamma del suo genio inducendolo ben presto ad abbandonare gli scacchi, quali furono le cause della sua prematura scomparsa ?